# Andreas Hofer
Pour les articles homonymes, voir Andreas Hofer (homonymie) et Hofer.
Andreas Hofer, né le 22 novembre 1767 à San Leonardo in Passiria et mort le 20 février 1810 à Mantoue, était un insurgé tyrolien. Aubergiste de profession, il fut l'instigateur de la rébellion tyrolienne contre les armées de l'Empire français et du royaume de Bavière.

## Biographie

### Origines
Andreas Hofer naquit en 1767 à St. Leonhard in Passeier (en italien : San Leonardo in Passiria (BZ)), dans le Tyrol du Sud. Son père était un aubergiste au Sandwirt et le jeune Andreas y apprit son métier. En négociant le vin en Italie du nord, il apprit l'italien. Plus tard, il épousa Anna Ladurner et, en 1791, il fut élu au Landtag tyrolien.

### La guérilla tyrolienne
Lors la guerre de la Troisième Coalition contre la France, il devient capitaine d'une milice. Après l’annexion du Tyrol par la Bavière, au traité de Presbourg en 1805, Hofer prit la tête du mouvement de résistance anti-bavaroise.
En janvier 1809, il est à Vienne lorsque l'empereur François II d'Autriche offre son soutien moral à une possible insurrection. Dès le 9 avril 1809 la rébellion tyrolienne débute. Le 11, ses troupes défont les Bavarois à Sterzing. Cette victoire mène à l'occupation d'Innsbruck. Hofer devient un chef de milice et surtout acquiert une notoriété lui conférant le rôle de chef charismatique du patriotisme tyrolien.
La victoire de Napoléon contre les Autrichiens de l’archiduc Charles dissipent les espoirs de succès des Tyroliens. Les Bavarois reprennent Innsbruck, mais dès le départ des troupes napoléoniennes, la rébellion reprend de plus belle. Les 25 et 29 mai, les troupes d'Hofer vainquent les Bavarois au Bergisel. Hofer prend Innsbruck le 30.
Le 29 mai, Hofer reçoit une lettre de l'empereur d'Autriche lui assurant qu'il ne signerait jamais de traité exigeant la cession du Tyrol. Et un intendant autrichien est dépêché pour administrer le pays. Dès lors, Hofer retourne chez lui.
La victoire de Wagram, le 6 juillet, vint annuler les succès précédents. L'armistice de Znaim, le 12, cédait le Tyrol à la Bavière. Napoléon envoie 40 000 hommes pour reprendre Innsbruck. La guérilla de Hofer recommence et sa tête est mise à prix. Les 13 et 14 août, il défait le maréchal Lefebvre au Bergisel après 12 heures de bataille. Une fois encore il prend Innsbruck.

### Un chef charismatique

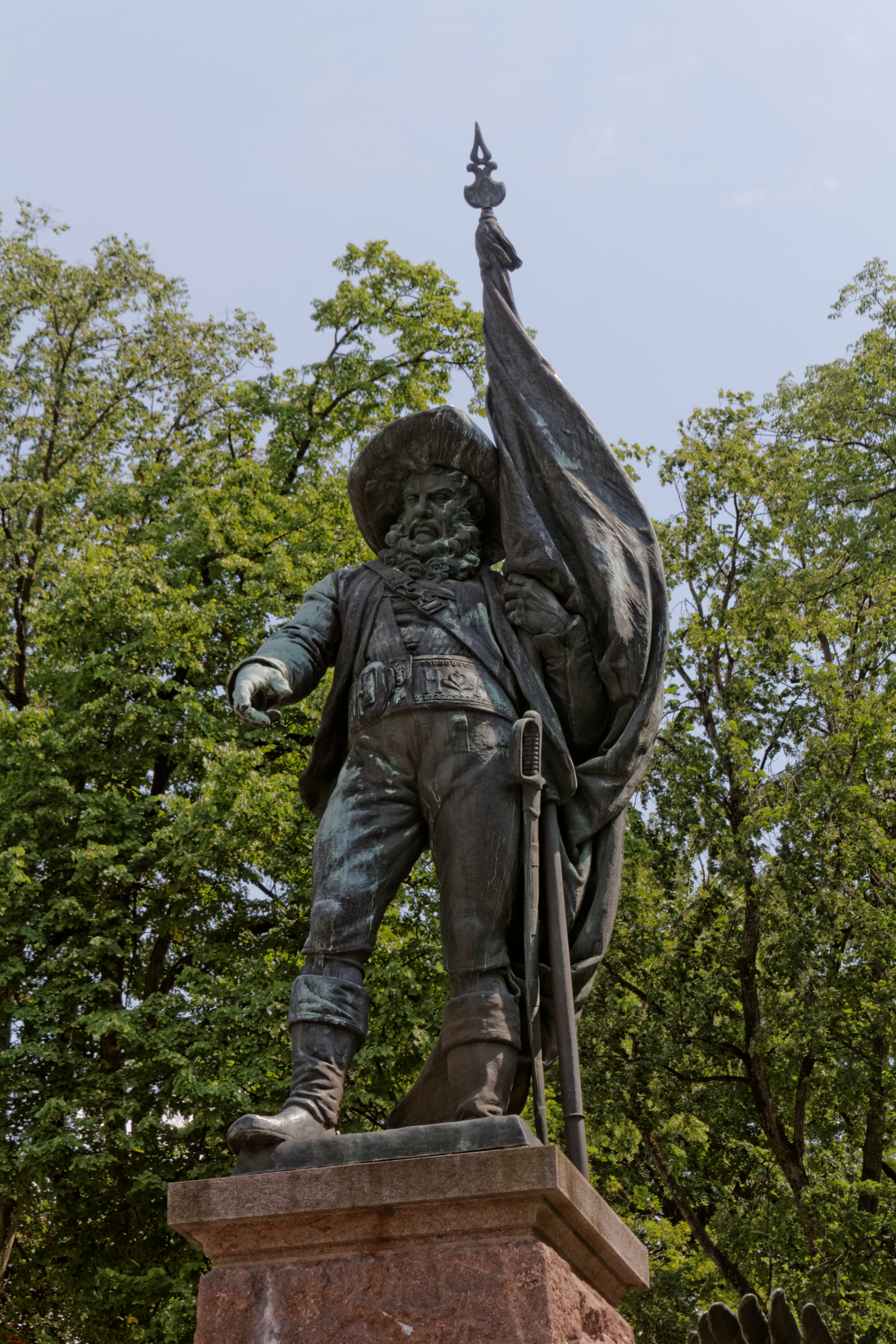
Monument à Andreas Hofer, Berg Isel, Innsbruck.

Hofer devient commandant en chef et dirige ses troupes depuis Hofburg au nom de l'empereur d'Autriche. Le 29 septembre, il reçoit une médaille impériale et une nouvelle assurance du soutien de l'Autriche au Tyrol.
Le traité de Schönbrunn reconduit les dispositions de l’armistice de Znaim et cède encore le Tyrol à la Bavière. Hofer et ses compagnons déposent les armes contre la promesse d'une amnistie.
Le 12 novembre, Hofer reçoit de fausses informations de pseudo-victoires autrichiennes, ce qui l'incite à reprendre les armes. Mais la mobilisation est faible et rapidement les troupes franco-bavaroises réduisent la guérilla. Hofer se cache dans les montagnes de son Passeiertal natal. Sa tête est mise à prix : 1 500 florins. Franz Raffl, son voisin, le trahit et il est capturé par les troupes italiennes le 2 janvier 1810 dans un chalet d'alpage (le Pfandleralm, un pâturage alpin près de la ferme de Prantach en face de San Martino in Passiria), et envoyé à la cour martiale de Mantoue.
Raffl fut aussitôt mis en quarantaine par la population unanime, y compris par sa propre famille. Il dut s'exiler en Bavière, où il mourut en 1830. La chronique tyrolienne ne lui trouve qu'un surnom : Judas.

### Chute de Hofer
La légende prétend que Napoléon donna l'ordre d'un « juste procès avant de le descendre » (plus tard il confia à Metternich que Hofer avait été exécuté contre sa décision). Andreas Hofer fut fusillé à Mantoue le 20 février 1810. On raconte qu'après la première salve qui l'aurait seulement blessé il se serait écrié : « Ach, wie schießt ihr schlecht ! » (« Ah, comme vous tirez mal ! »).
Hofer devint un martyr en Allemagne et Autriche. Son nom servit de point de ralliement contre le pouvoir de Napoléon.

### Un symbole d'indépendance

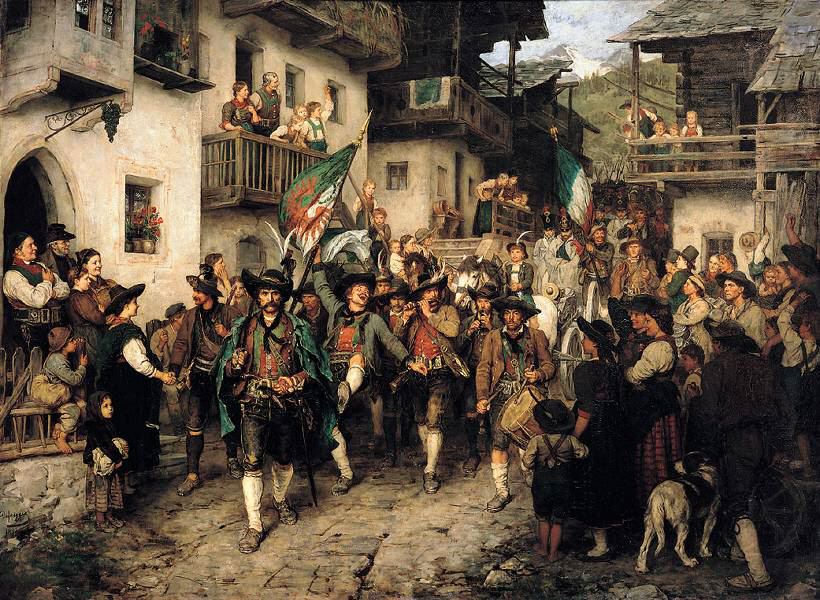
Le Retour des partisans du soulèvement de 1809 (Franz Defregger, 1879, Alte Nationalgalerie de Berlin).

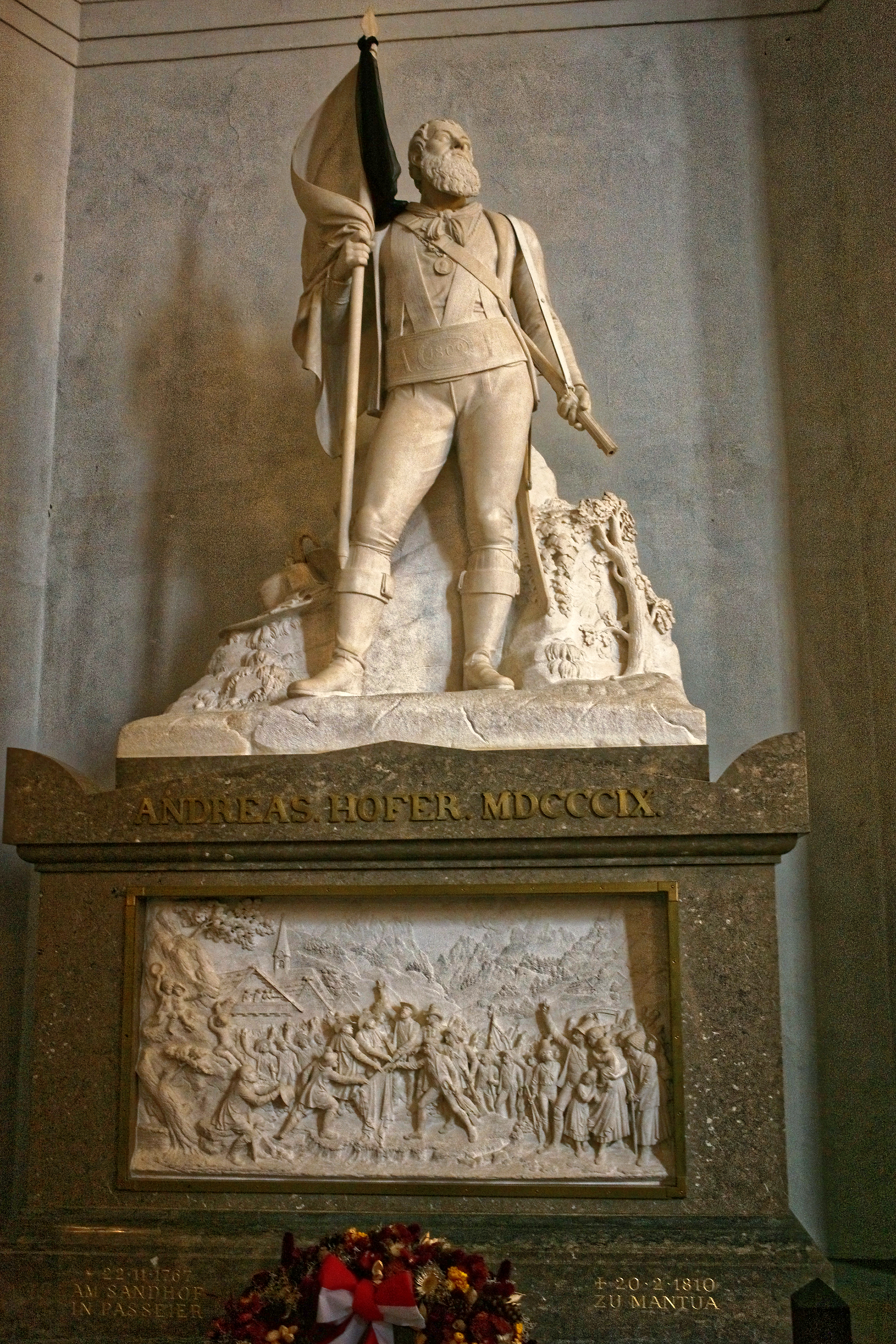
Tombeau.

En 1823, les restes de Hofer furent rapatriés de Mantoue à Innsbruck. En 1834, sa tombe fut ornée d'un mausolée de marbre. En 1818, sa veuve et ses enfants sont anoblis par l'empereur d'Autriche. En 1893, sa statue en bronze fut érigée au Bergisel (Innsbruck). Chaque année, à Meran, son épopée est rejouée en plein air.
L'hymne d'Andreas Hofer est devenu l'hymne officiel du Tyrol. Pendant les années de querelle linguistique au Tyrol du Sud, la mémoire de Hofer fut souvent utilisée comme exemple de la résistance de la population germanophone aux tentatives d'italianisation, notamment sous le régime fasciste.